# Laser Lords
Laser Lords is een computerspel dat werd ontwikkeld door Spinnaker Software Corporation en uitgegeven door Philips Interactive Media. Het spel kwam in 1992 uit voor het platform Philips CD-i. Het spel is een avonturenspel dat zich afspeelt in de ruimte. Het doel van de speler is het universum te redden. Hij krijgt hiervoor negen levels. Het deze op zijn is het spel ten einde. Het perspectief van het spel is in de derde persoon.

## Ontvangst
| Beoordeeld door     | Datum            | Score |
| ------------------- | ---------------- | ----- |
| Defunct Games       | 1 september 2007 | 68%   |
| The CD-i Collective | 2004             | 40%   |
| neXGam              | 1992             | 35%   |